# 碧浪 (品牌)
碧浪 （英語：Ariel）是宝洁公司旗下的一个英国洗涤用品品牌，主要产品为洗衣粉、洗衣液及膠囊裝的洗衣球。

## 历史
碧浪為全球化洗衣粉品牌之一。最初是在英国發售。碧浪品牌的英文为「Ariel」，中文品牌為「碧浪」，日文稱「アリエール」，在歐洲、中国、北美洲及亞洲各地皆有銷售。

## 外部連結
- 宝洁中国 （页面存档备份，存于）
- P&G日本 | アリエール （页面存档备份，存于）
- Ariel日本抗菌洗衣專家 （页面存档备份，存于）